# Strączyniec piłkowany
Strączyniec piłkowany (Senna surattensis) – gatunek rośliny z rodziny bobowatych (Fabaceae) z podrodziny brezylkowych (Caesalpinioideae). Pochodzi z rejonu Oceanu Indyjskiego, rozprzestrzenił się w wielu regionach o klimacie tropikalnym.

## Morfologia

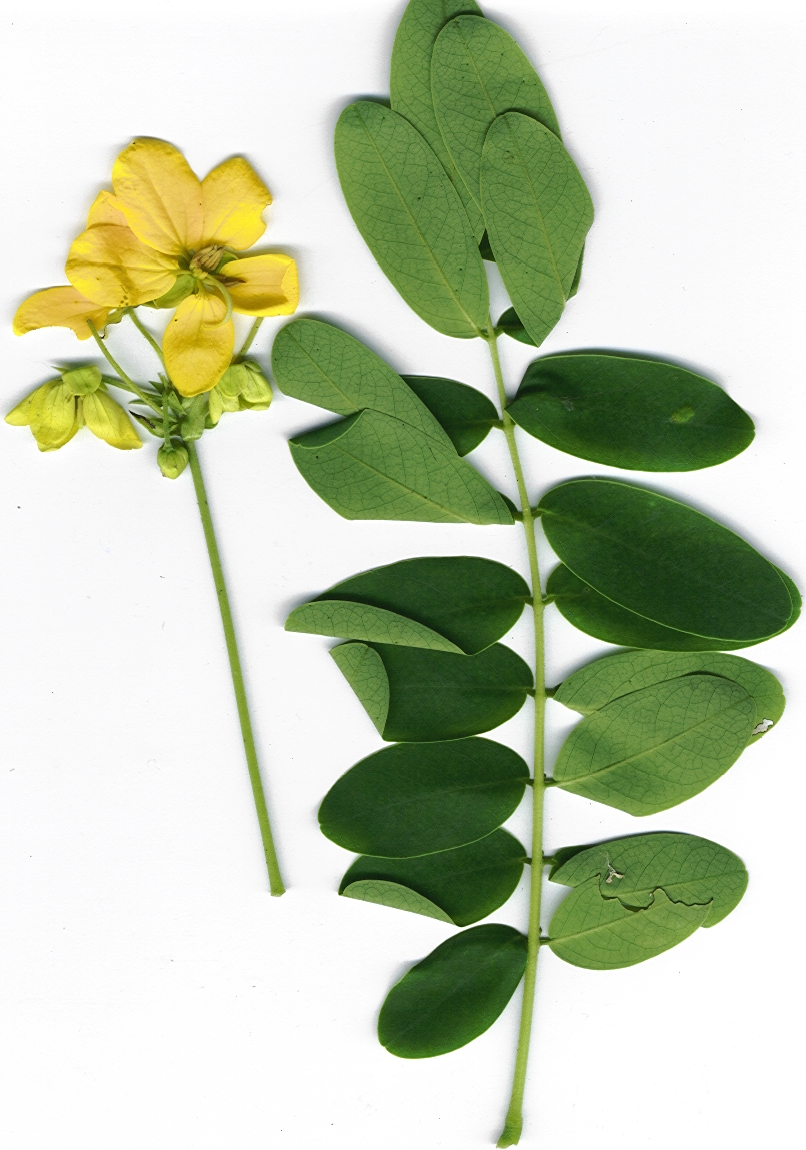
Morfologia

PokrójRozłożysty krzew do 3 m, rzadziej niewielkie drzewo osiągające do 7 m wysokości.
LiścieNaprzemianległe, o długości do 22 cm. Składają się z około 6-9 podługowatych listków drugiego rzędu.
KwiatyŻółte, w krótkich gronach po kilkanaście w jednym gronie. Kwiatostany kojarzą się z jajecznicą, stąd nazwy typu "Scrambled Eggs Tree".
OwocePłaskie brązowe strąki długości do 20 cm, pękające podłużnie.

## Zmienność
Występuje w dwóch odmianach
- Senna surattensis (Burm. f.) H. S. Irwin & Barneby subsp. sulfurea (DC. ex Collad.) Randell (synonimy: Cassia glauca Lam., Cassia sulfurea DC. ex Collad., Senna sulfurea (DC. ex Collad.) H. S. Irwin & Barneby)
- Senna surattensis (Burm. f.) H. S. Irwin & Barneby subsp. surattensis (synonimy: Cassia suffruticosa J. Koenig ex Roth, Cassia surattensis Burm. f, Cassia surattensis var. suffruticosa (J. Koenig ex Roth) Chatterjee

## Zastosowanie
Sadzony jako drzewo ozdobne w parkach i przy ulicach.